# Цешкув (гміна)
Гміна Цешкув (пол. Gmina Cieszków) — сільська гміна у південно-західній Польщі. Належить до Мілицького повіту Нижньосілезького воєводства.
Станом на 31 грудня 2011 у гміні проживало 4704 особи.

## Площа
Згідно з даними за 2007 рік площа гміни становила 100.67 км², у тому числі:
- орні землі: 59.00%
- ліси: 32.00%

Таким чином, площа гміни становить 14.08% площі повіту.

## Населення
Станом на 31 грудня 2011:
| Опис     | Загалом | Загалом | Чоловіки | Чоловіки | Жінки | Жінки |
| -------- | ------- | ------- | -------- | -------- | ----- | ----- |
| одиниця  | осіб    | %       | осіб     | %        | осіб  | %     |
| все      | 4704    | 100     | 2334     | 49.62    | 2370  | 50.38 |
| міське   | 0       | 100     | 0        |          | 0     |       |
| сільське | 4704    | 100     | 2334     | 49.62    | 2370  | 50.38 |

## Сусідні гміни
Гміна Цешкув межує з такими гмінами: Ютросін, Мілич, Здуни.